# La Belle Russe
La Belle Russe és una pel·lícula nord-americana de Charles Brabin estrenada el 1919. És avui considerada perduda.

## Argument
Fleurette i la Belle Russe, germanes bessones, són ballarines parisenques. La primera es casa amb Phillip Sackton, un membre de l'aristocràcia tradicional anglesa. Els seus pares deshereten aquest últim, i per subvenir a les seves necessitats es posa a pintar mentre la seva dona fa classes de ball a nens.
Phillip és cridat durant la guerra, però en ser ferit, torna a casa seva amb un amic oficial que coneix La Belle Russe. Descobreix que el seu únic germà és mort, i que la seva mare ha decidit restablir-li els seus drets i acceptar la seva esposa. Descobreix una esposa immoral, de fet La Belle Russe intenta usurpar la identitat de la seva germana per aprofitar-se dels diners dels Sackton.
Feliçment Fleurette aconsegueix desbaratar els plans maquiavèlics de la seva bessona i es descobreix la veritat…

## Al voltant de la pel·lícula
- Aquesta pel·lícula és dirigida pel futur marit de Theda Bara.

## Repartiment
- Alice Wilson: Lady Sackton
- Robert Lee Keeling: Sir James Sackton
- Robert Vivian: Butler
- Theda Bara: Les bessones La Belle Russe i Fleurette
- Warburton Gamble: Phillip Sackton